# Liu Hui
Liu Hui (Regno Wei, 220 circa – 280 circa) è stato un matematico cinese.
Vissuto nel Regno Wei, nel 263 scrisse e pubblicò un libro con soluzioni a problemi matematici. Fu il primo ad utilizzare l'algoritmo oggi noto come metodo di eliminazione di Gauss.